# Дзиндзирук Сергій Олександрович
Сергі́й Дзинзиру́к (нар. 1 березня 1976, Нижньогірський, Крим, УРСР) — український професійний боксер першої середньої ваги (до 69,855 кг), співпрацював з німецькою промоутерською компанією «Universum Box-Promotion». Чемпіон Європи за версією EBU (2004—2005), чемпіон світу за версією WBO з 2005 по 2011 рік, призер чемпіонатів світу та Європи серед любителів.

## Біографія
Народився 1 березня 1976 року в Криму. 1983 року переїхав з батьками у Калинівку Броварського району. З першого класу почав заняття боксом, його тренером був Леонід Коварський.
З метою вдосконалення спортивної майстерності 1989 року вступив до Броварського училища олімпійського резерву, де тренувався під керівництвом Олександра Поліщука. Упродовж 1995—1998 років навчався в Переяслав-Хмельницькому педагогічному інституті на факультеті фізичного виховання, здобув диплом тренера-вчителя фізичної культури. За успішні виступи на чемпіонаті світу, примноження слави Броварщини за кордоном у грудні 2005 року Сергію Дзинзируку рішенням Броварської районної ради присвоєно звання «Почесний громадянин Броварського району». Сергій Дзинзирук одружений, має двох дітей. Разом із сім'єю проживає у Броварах.

## Аматорська кар'єра
Перший офіційний виступ на ринзі за межами Київщини відбувся 1986 року в Керчі, де він переміг на юнацькій першості України. Загалом від 1986 до 1998 року провів 258 боїв, в яких здобув 250 перемог.
1996 року здобув 3-тє місце в напівсередній ваговій категорії на чемпіонаті Європи в Вайле, Данія.
- Переміг Нейла Гоуга (Ірландія) — 12-2.
- Переміг Паскуале Боуннано (Італія) — 17-7.
- Переміг Хусейна Байрама (Франція) — 10-0.
- Програв Хасану Ал (Данія) — 1-3.

1996 року представляв Україну в напівсередній ваговій категорії на Олімпійських іграх в Атланті.
- Переміг Паркпума Янгпонака (Таїланд) — 20-10.
- Програв Хасану Ал (Данія) — 4-10.

1997 року здобув 2-ге місце в напівсередній ваговій категорії на чемпіонаті світу в Будапешті, Угорщина.
- Переміг Андерса Стіва (Норвегія) — 13-5.
- Переміг Энріко Томанна (Німеччина) TKO у 3-му раунді.
- Переміг Велічанна Герейчанова (Словаччина) — 12-4.
- Переміг Мар'яна Сіміона (Румунія) — 12-4.
- Програв Олегу Саїтову (Росія) — 1-2.

1998 року здобув 2-ге місце в напівсередній ваговій категорії на чемпіонаті Європи в Мінську, Білорусь.
- Переміг Маріуша Сендровського (Польща) — 11-0.
- Переміг Віталія Грушака (Молдова) — 5-0.
- Переміг Вадима Мязга (Білорусь) — 2-1.
- Програв Олегу Саїтову (Росія) — 3-7.

1998 року змагався на Іграх доброї волі в Нью-Йорку, США.
- Програв Ларрі Мослі (США) за очками.

## Професійна кар'єра
На професійному ринзі дебютував 22 січня 1999 в Варшаві, Польща, проти алжирського боксера Рамдане Куане. На початку кар'єри проводив поєдинки переважно у Великій Британії і Польщі.
В грудні 1999 року в своєму шостому поєдинку на професійному ринзі переміг за очками непереможного американського боксера Леона Персона (6-0-1). 2001 року окрім поєдинків в Польщі провів бої в Казахстані і Україні.
2002 року боксер підписав контракт з німецьким клубом «Universum Box-Promotion», де тренувалися найкращі боксери Європи. В травні 2003 року в Німеччині нокаутував в 2-му раунді аргентинця Марсело Алехандро Родрігеса (23-6) і завоював титул інтерконтинентального чемпіона за версією WBO в першій середній вазі.
17 липня 2004 в 3-му раунді нокаутував француза Мамаду Тіама (41-3) і завоював титул чемпіона Європи за версією EBU. В кінці року захистив титул проти Хусейна Абрама (17-1) нокаутом в 11-му раунді.

### Період чемпіона світу по версії WBO
В грудні 2005 року Сергій переміг Даніеля Сантоса і став новим чемпіоном світу за версією WBO в першій середній вазі. В 8-му раунді Сергій надіслав пуерториканця в нокдаун, але чемпіон зміг піднятись. За підсумками 12 раундів всі судді віддали перемогу українцю з рахунком 115-112.
27 травня 2006 року Дзинзирук переміг за очками аргентинця Себастьяна Андерсу Луяна (25-3-2).
У другому захисті титулу Сергій переміг за очками боксера з Росії Алісултана Нагірбекова (15-1).
19 травня 2007 року нокаутував в 11-му раунді непереможного бразильця Карлоса Наскіменто (16-0).
В квітні 2008 року рішенням більшості суддів переміг чеха Лукаша Конечни.
1 листопада 2008 року в п'ятому захисті титулу вийшов на ринг з молодим колумбійським боксером Хоелем Хуліо (34-1). Дзинзирук переміг за очками з істотною перевагою.
Після бою з Хуліо Дзинзирук півтора року не виходив на ринг. В травні 2010 року відправився в США і вийшов на ринг проти екс-чемпіона світу по кікбоксу австралійця Деніеля Доусона. Сергій Дзинзирук контролював хід поєдинку, і в кінці десятого раунду почав добивати австралійця. Рефері зафіксував перемогу українця технічним нокаутом.

### Серхіо Мартінес— Сергій Дзинзирук
| Суперник         | Серхіо Мартінес                                                                                     |
| Місце проведення | Фоксвуд Резорд, Машантакен,Конектикут,США                                                           |
| Результат        | Перемога Мартінеса технічним нокаутом у 8-му раунді 12-раундовому бою.                              |
| Статус           | Чемпіонський бій за титул The Ring і вакантний брильянтовий пояс WBC в середній ваговій категорії.  |
| Рефері           | Артур Мерканте мл.                                                                                  |
| Рахунок суддів   | Гленн Фельдман: (69-62); Джуліє Ледерман: (69-62); Стів Вісфелд: (69-62, всі на користь Мартінеса). |
| Час              | 1:43                                                                                                |
| Трансляція       | HBO                                                                                                 |
| Промоутер        | DiBella Entertainment                                                                               |
| ---------------- | --------------------------------------------------------------------------------------------------- |

Не маючи поразок, Дзинзирук вийшов на бій за вакантний пояс WBC і The Ring в середній вазі проти дуже відомого і досвідченого аргентинця Серхіо Мартінеса. Відбувся поєдинок в березні 2011 року. Позиційний бій почався з протистояння джебів. Сергій був акуратнішим, але Мартінес діяв більш різноманітно і активніше з іншими ударами. «Зажатість» Дзинзирука і його дії в атаці привели до того, що майже всі ранні раунди записав собі в актив аргентинець. В 4-му раунді Сергію відрахували флеш-нокдаун, наприкінці 5-го — вже серйозний нокдаун. Дзинзирук відновився в 6-му раунді і вирвав його за рахунок класної роботи на контратаках, а в 7-му трохи «посік» Мартінеса над лівим оком. Протягом одної хвилини в 8-му раунді Серхіо тричі відправляв Дзинзирука на настил рингу ударами зліва. Після третього нокдауна рефері зупинив бій, не починаючи відліку.
Оскільки поєдинок проходив в іншій ваговій категорії, пояс WBO в першій середній вазі залишився за Сергієм. В жовтні 2011 року Дзинзирук бул позбавлений титулу за довге не проводження його захистів. Основною причиною цього були проблеми промоутерської компанії Universum, під егідою якої виступав Дзинзирук.

### Повернення
Після півторарічної паузи Дзинзирук уклав контракт на бій з непереможним пуерториканцем Джонатаном Гонсалесом (15-0). Бій відбувся 1 вересня 2012 року і завершився внічию.
25 січня 2013 року Дзинзирук вийшов на ринг з володарем інтерконтинентального титулу NABO Браяном Верой (21-6). В першому раунді Вера відправив Дзинзирука в легкий флеш-нокдаун. Надалі Дзинзирук пропускав більшість потужних атак Вери. В девятому раунді Сергій перехопив ініціативу, але в десятому раунді Браян нокаутував Сергія Дзинзирука.

### Служба у Збройних силах України
У перші дні Повномасштабного вторгнення Дзиндзирук в ступив Територіальної оборони. Наразі входить до складу однієї з мобільних груп по знищенню повітряних цілей.